# Old Catton
Old Catton è un villaggio e parrocchia civile dell'Inghilterra, appartenente alla contea del Norfolk.